# Kai Kobayashi
Kai Kobayashi (小林 快, Kobayashi Kai, né le 28 février 1993) est un athlète japonais, spécialiste de la marche, médaillé de bronze du 50 km aux championnats du monde de Londres en 2017.

## Biographie
Aux championnats du monde de Londres le 13 août 2017, Kai Kobayashi décroche la médaille de bronze lors du 50 km marche en 3 h 41 min 19 s (nouveau record personnel) derrière son compatriote Hirooki Arai et le Français Yohann Diniz.

## Palmarès
| Date | Compétition           | Lieu    | Résultat | Épreuve      | Performance     |
| ---- | --------------------- | ------- | -------- | ------------ | --------------- |
| 2017 | Championnats du monde | Londres | 3e       | 50 km marche | 3 h 41 min 19 s |

## Records
| Épreuve      | Performance     | Lieu    | Date         |
| ------------ | --------------- | ------- | ------------ |
| 20 km marche | 1 h 19 min 12 s | Nomi    | 15 mars 2015 |
| 50 km marche | 3 h 41 min 19 s | Londres | 13 août 2017 |